# 直川駅
直川駅（なおかわえき）は、大分県佐伯市直川大字上直見にある、九州旅客鉄道（JR九州）日豊本線の駅である。

## 歴史
- 1920年（大正9年）11月20日：神原駅（ごうのはるえき）として鉄道省が開設[1][2]。
- 1961年（昭和36年）3月20日：直川駅（なおかわえき）に駅名改称[1][2]。
- 1962年（昭和37年）10月1日：貨物取扱廃止[2]。
- 1984年（昭和59年）
  - 2月1日：荷物扱い廃止[2]。
  - 11月1日：無人化[3]。
- 1987年（昭和62年）4月1日：国鉄分割民営化により九州旅客鉄道が継承[2]。
- 2017年（平成29年）
  - 9月19日：平成29年台風18号により9月17日から運休[4]、臼杵駅 - 延岡駅間不通のため佐伯駅 - 延岡駅間で代行バス輸送を開始[5][6]。
  - 9月25日：佐伯駅 - 市棚駅間運転再開（バス代行輸送終了）[7]。

## 駅構造
島式ホーム1面2線を有する地上駅で、跨線橋を備える。
特急にちりん同士の行き違いも、この駅で行われることが多い。
無人駅である。かつて存在した木造駅舎は2003年12月頃に解体され、現在はホーム上に待合所があるのみとなっている。かつての便所は、駅舎解体時にコンクリートで基礎ごと密封されていたが、2009年3月頃に新たな公衆便所が駅舎跡へ設置された。保線区の詰所があるが、こちらも無人である。

### のりば
| のりば | 路線      | 方向 | 行先     |
| ------ | --------- | ---- | -------- |
| 1      | ■日豊本線 | 下り | 延岡方面 |
| 2      | ■日豊本線 | 上り | 佐伯方面 |

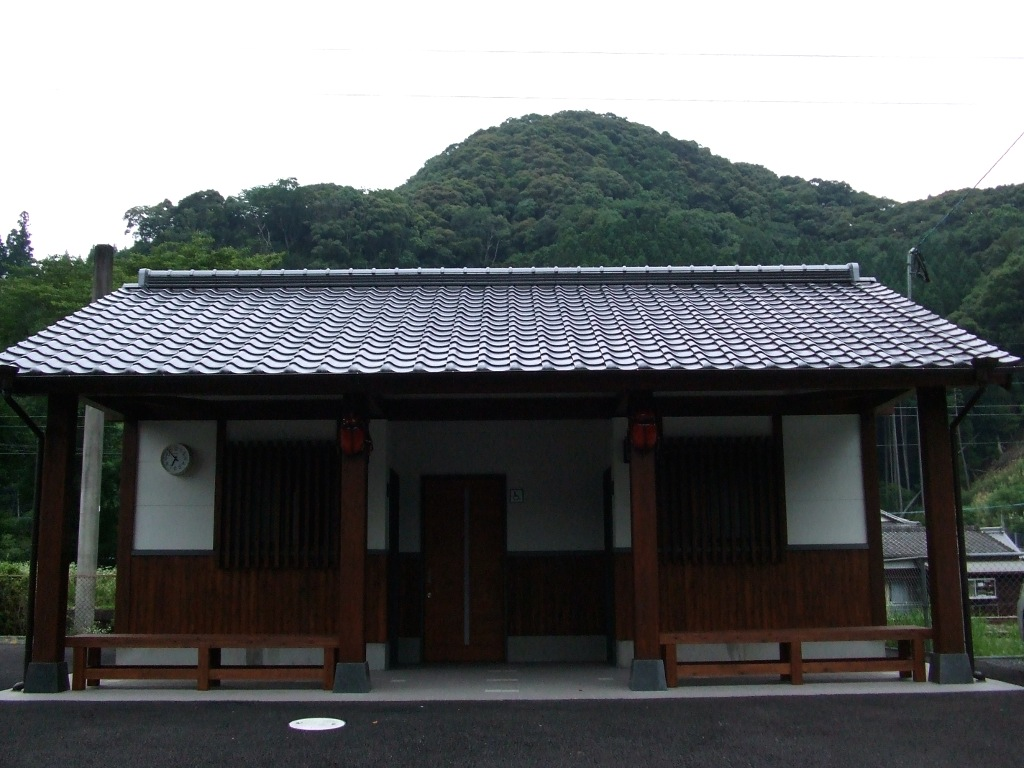
駅舎跡に新設された公衆便所
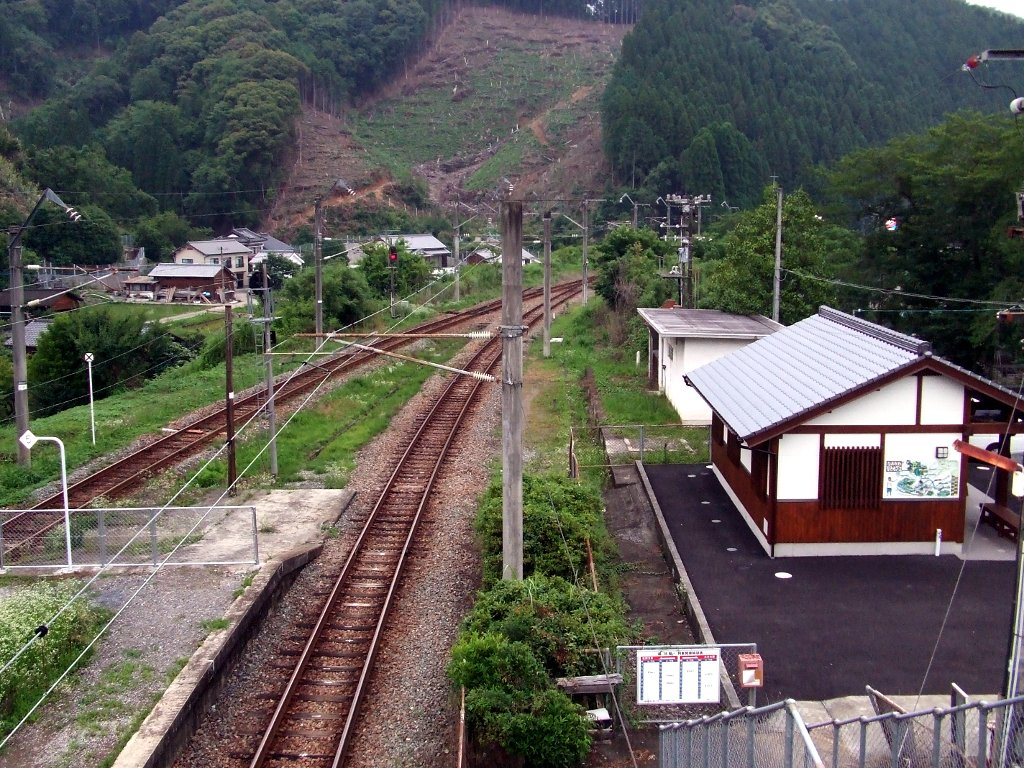
跨線橋から佐伯・大分方面を望む
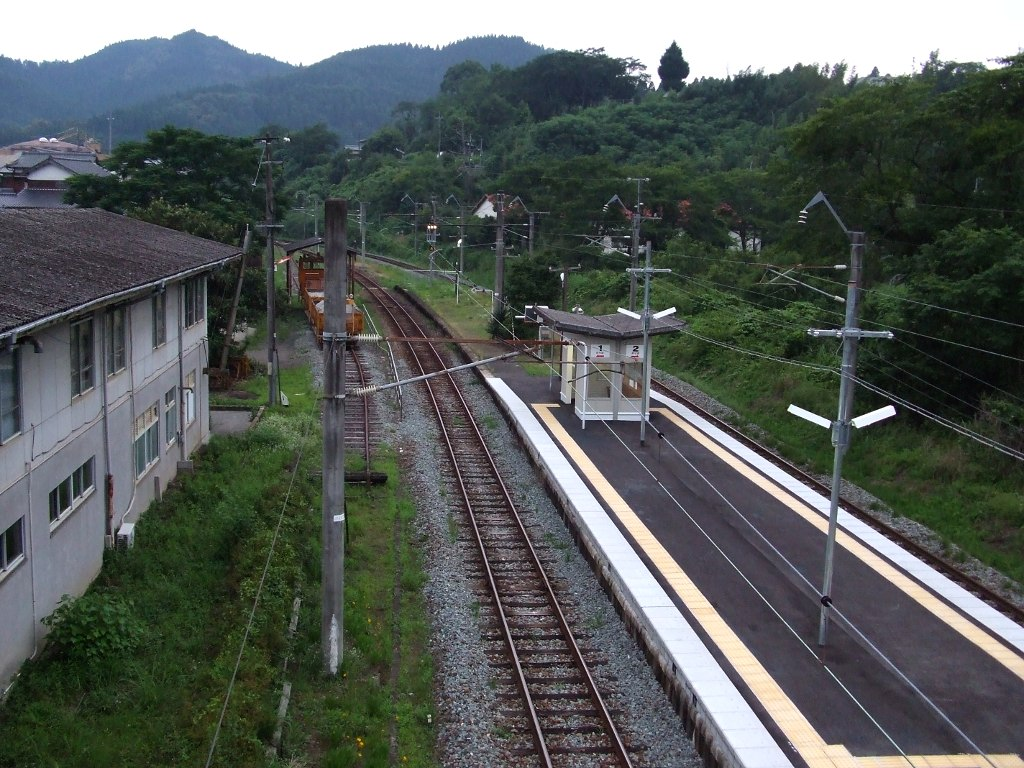
跨線橋から延岡・宮崎方面を望む
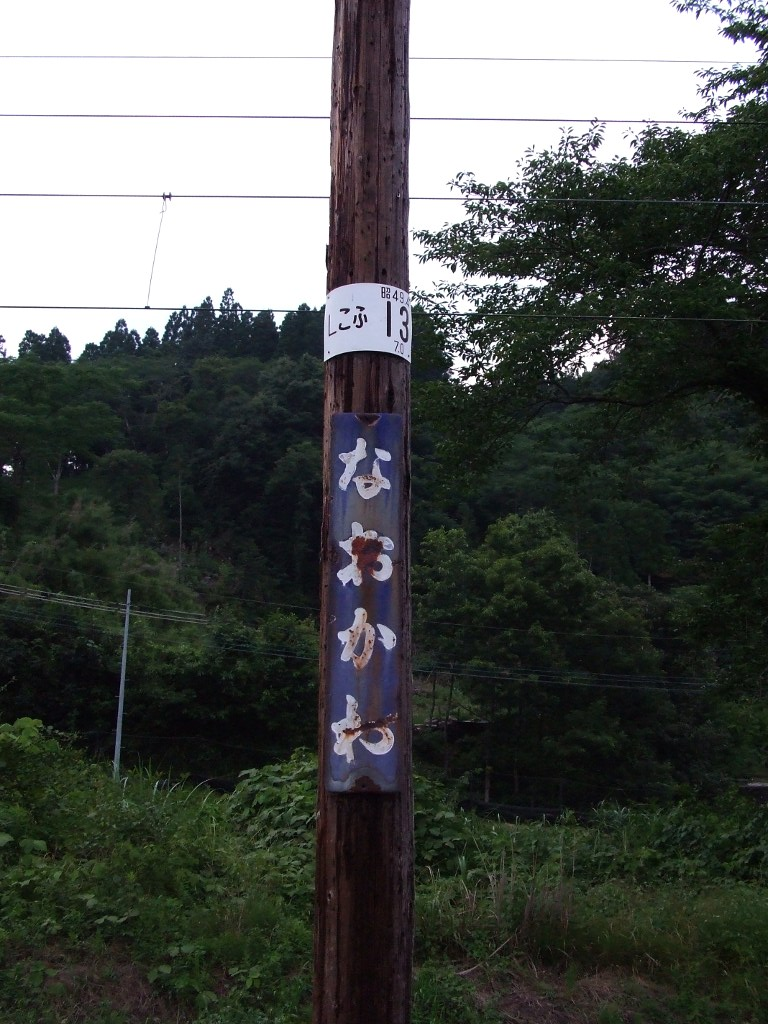
短冊形の駅名標

## 利用状況
- 2015年度の1日平均乗車人員は15人である。（前年度比-2人）

| 乗車人員推移 | 乗車人員推移 |
| 年度         | 1日平均人数  |
| ------------ | ------------ |
| 2000         | 41           |
| 2001         | 45           |
| 2002         | 56           |
| 2003         | 45           |
| 2004         | 34           |
| 2005         | 34           |
| 2006         | 23           |
| 2007         | 27           |
| 2008         | 24           |
| 2009         | 26           |
| 2010         | 23           |
| 2011         | 20           |
| 2012         | 14           |
| 2013         | 17           |
| 2014         | 17           |
| 2015         | 15           |

## 駅周辺
- 佐伯市直川振興局庁舎（旧・直川村役場）
- 佐伯警察署直川警察官駐在所
- 直川郵便局
- 佐伯市直川体育館
- 直川地区公民館
- 佐伯市立直川中学校
- 佐伯市立直川小学校
- 佐伯市立直川幼稚園
- なおかわこども園
- 日本一のカブトムシモニュメント（全長6.5 m）[1][9]
- 直川まるごと市場（特産品販売所）
- グリーンパーク直川
- 体験公園亀の甲なおかわ
- 直川憩の森公園キャンプ場
- 佐伯温泉かぶとむしの湯（旧・鉱泉センター直川）[10]
- 直川クリニック
- 国道10号
- 大分県道603号赤木吹原佐伯線
- 久留須川
- 赤木川

## 隣の駅
九州旅客鉄道（JR九州）
■日豊本線
直見駅 - 直川駅 - （川原木信号場） - 重岡駅